# Plaza Manuel Tolsá
La plaza Manuel Tolsá (también plaza Tolsá) es una plaza de forma rectangular que se encuentra ubicada frente a la antigua calle de Tacuba, dentro de los límites que forman el primer cuadro del centro histórico de la Ciudad de México. 
La delimitan, hacia el norte, el antiguo Palacio de la Secretaría de Comunicaciones y Obras Públicas, al sur la calle de Tacuba y el imponente y majestuoso edificio del Palacio de Minería, al este un antiguo edificio levantado en el siglo XVIII, y al oeste el afrancesado edificio Marconi. Hacia la parte suroeste se ubican el Callejón de la Condesa y el Palacio Postal o Quinta Casa de Correos. La parte central de esta plaza está engalanada por la Estatua ecuestre de Carlos IV, que la gente conoce comúnmente con el nombre de «El Caballito». 
Este espacio se consiguió abrir al ser demolido el Hospital de San Andrés, el cual fue levantado por la Orden Franciscana en los tiempos del virreinato. Realizados los trabajos de demolición total de este inmueble durante el porfiriato, en 1905, se decidió abrir un gran espacio público como presentación a una de las últimas grandes obras que se levantaron durante el periodo presidencial de Porfirio Díaz, y que a la vez sirviera de espacio público por el cual se pudieran apreciar los edificios levantados en el entorno. Esta plaza alguna vez estuvo ajardinada y tuvo grandes palmeras.
Luego de realizarse la ampliación del paseo de la Reforma hacia el norte de la ciudad, "El Caballito" fue movido de esa ubicación en 1979 para ser colocada en esta plaza, donde permanece.

## Edificios importantes

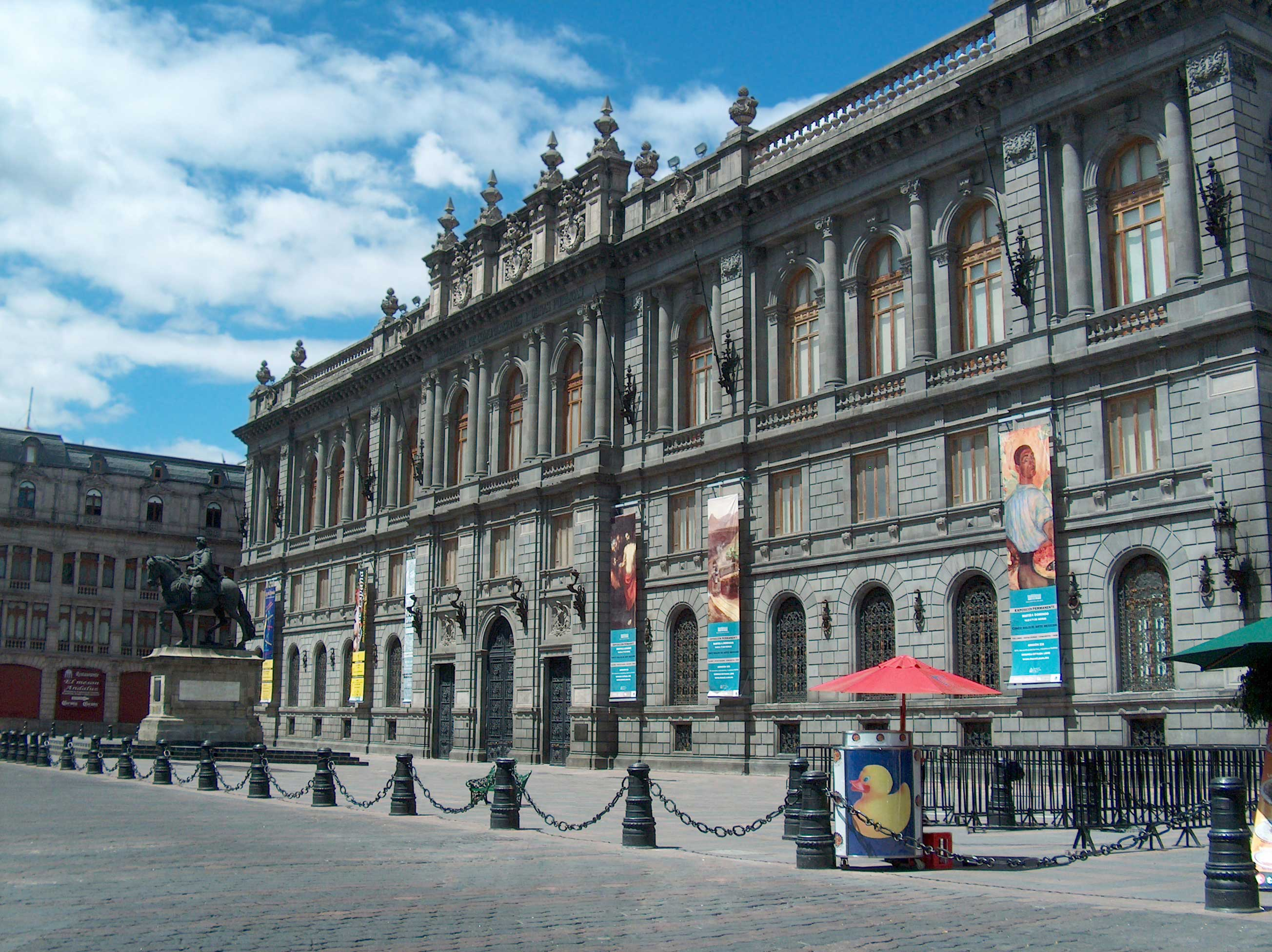
Museo Nacional de Arte (Munal)

Alrededor de la plaza se encuentran algunos edificios históricos que le dan grandiosidad y magnificencia al conjunto. Estas construcciones, que reflejan los estilos que alguna vez predominaron en la ciudad, son:
- el Palacio de Minería, construido por Manuel Tolsá, de arquitectura neoclásica;
- el edificio del Palacio de la Secretaría de Comunicaciones y Obras Públicas, hoy sede del Museo Nacional de Arte, de estilo ecléctico;
- el Palacio Postal, también de arquitectura ecléctica;
- el Edificio Marconi, de la misma forma que los otros dos, también en el mismo estilo.

- Datos: Q516715